# 다이이치간교은행
다이이치간교은행(第一勧銀, DKB, The Dai-ichi Kangyo Bank, Limited)은 20세기 후반에 세계에서 가장 큰 은행 중 하나였다. 일본에서 가장 오래된 은행인 다이이치은행과 산업 및 농업에 장기 대출을 제공하는 국영 금융 기관인 닛폰간교은행이 합병하여 1971년에 설립되었다.
2000년에 후지은행과 일본산업은행과 합병하여 미즈호 파이낸셜 그룹이 설립됐다. 2002년에 DKB의 기업 및 투자 은행 부문이 미즈호 기업은행으로 이전되었고, 리테일 은행 부문이 미즈호 은행으로 이전되었다.